# Ninigi-no-Mikoto
Ninigi-no-Mikoto (瓊瓊杵尊 (Quỳnh Quỳnh Chử Tôn)) (còn gọi là Ame-nigishi-kuni-nigishi-amatsuhi-kohiko-ho-no-ninigi-no-Mikoto) là một nhân vật trong Thần thoại Nhật Bản. Ông là con trai của Ame no Oshihomimi no Mikoto và là cháu nội của nữ thần Mặt trời Amaterasu. Nữ thần cử ông xuống trần gieo hạt trồng lúa. Ông là cụ nội của Thiên hoàng Jimmu. Tên ông còn được viết là Ninigi (瓊瓊杵 (Quỳnh Quỳnh Chử)). Amaterasu cử ông mang ba bảo vật cho Thiên hoàng xuống bình định Nhật Bản. Thanh kiếm Kusanagi, gương thần Yata no kagami, và ngọc bội Yasakani no magatama. Ba báu vật này biểu thị rằng Thiên hoàng là hậu duệ của chính Amaterasu. Việc cử Ninigi no Mikoto xuống trần được ghi trong Nihon Shoki.